# Dactylopodia vulgaris
Dactylopodia vulgaris är en kräftdjursart som först beskrevs av Sars.  Dactylopodia vulgaris ingår i släktet Dactylopodia och familjen Thalestridae. Inga underarter finns listade i Catalogue of Life.